# Adam Korol

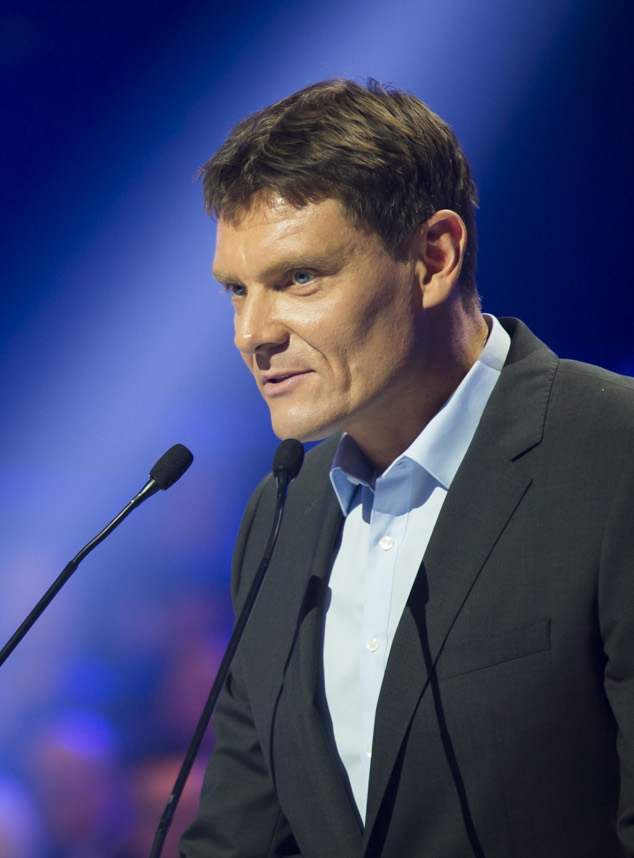
Adam Korol

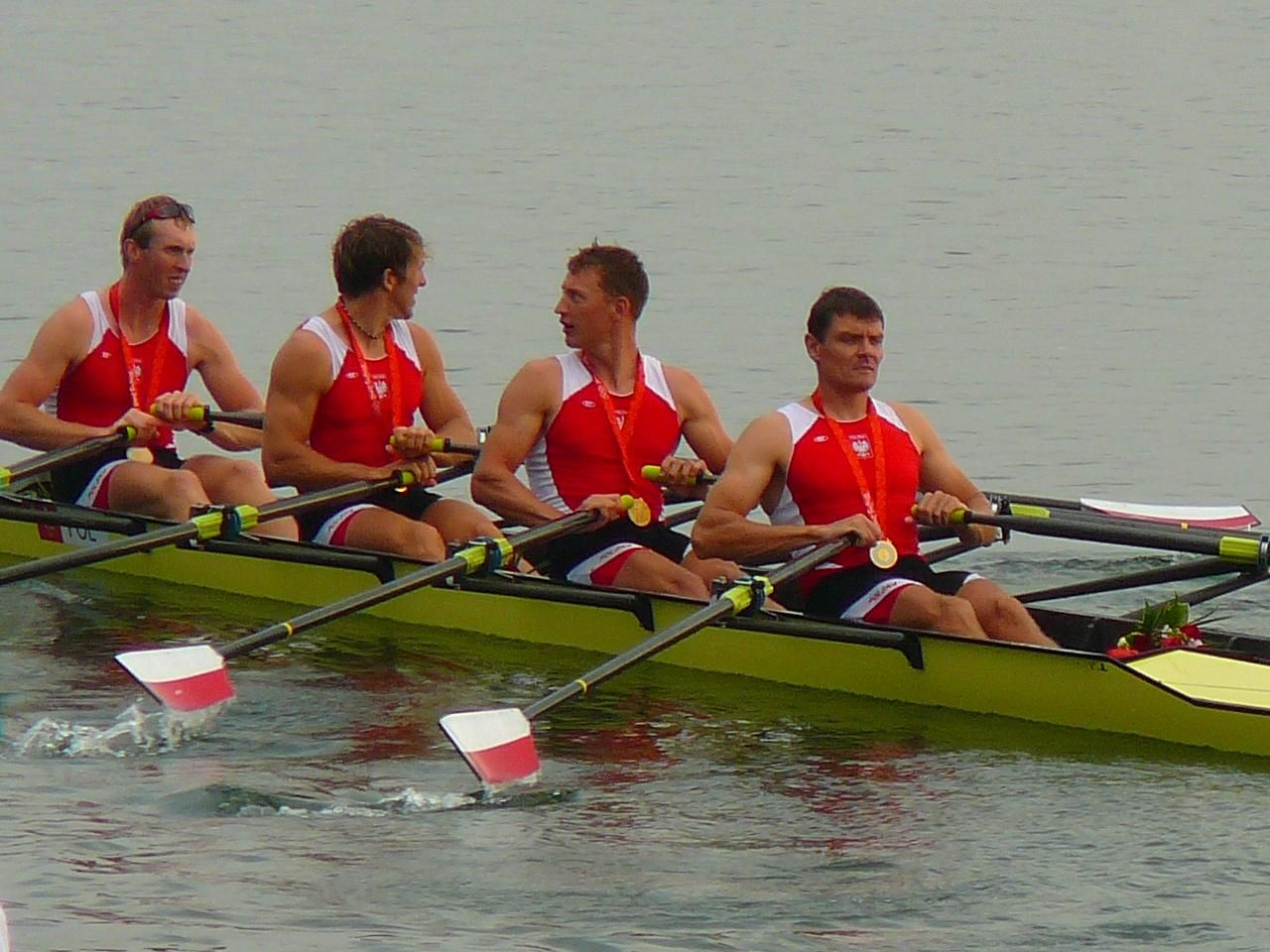
Der polnische Doppelvierer 2008 in Peking: Konrad Wasielewski, Marek Kolbowicz, Michał Jeliński, Adam Korol (von links nach rechts)

Adam Marek Korol (* 20. August 1974 in Danzig) ist ein polnischer Ruderer, der 2008 olympisches Gold im Doppelvierer gewann. Von Juni bis November 2015 war er Sportminister im Kabinett Kopacz.

## Leben
Korol nahm 1996 erstmals an Olympischen Spielen teil, als er bei den Spielen in Atlanta im Doppelzweier den 13. Platz belegte. In den folgenden Jahren saß er zusammen mit Marek Kolbowicz im Doppelzweier, der 1996 noch im Doppelvierer gerudert hatte. Nach dem fünften Platz bei den Weltmeisterschaften 1997 gewannen die beiden 1998 in Köln Bronze hinter den Booten aus Deutschland und aus Norwegen. Bei den Olympischen Spielen 2000 in Sydney belegten die beiden den sechsten Platz.
Ab 2001 saßen Korol und Kolbowicz im Doppelvierer, der in der Besetzung Adam Bronikowski, Kolbowicz, Sławomir Kruszkowski und Korol 2001 den sechsten Platz bei den Weltmeisterschaften belegte. Es folgten Silber 2002 in Sevilla und Bronze 2003 in Mailand, bei den Olympischen Spielen 2004 in Athen verpassten die vier mit sieben Hundertstelsekunden Rückstand auf das ukrainische Boot die Bronzemedaille.
2005 wurde das Boot wieder umbesetzt: Für Bronikowski und Kruszkowski rückten Konrad Wasielewski und Michał Jeliński ins Boot. Nach einem dritten und einem zweiten Platz im Ruder-Weltcup gewann das Boot bei den Weltmeisterschaften in Gifu den Titel. 2006 gewann das Boot beim Weltcup in München und in Posen und verteidigte bei den Ruder-Weltmeisterschaften 2006 in Eton erfolgreich den Titel. 2007 gelang dem Vierer nach Weltcupsiegen in Linz und Amsterdam bei den Ruder-Weltmeisterschaften 2007 in München der dritte Titelgewinn in Folge. Auch 2008 war der polnische Vierer stets vorn dabei, beim Weltcup folgte auf den Sieg in München, der zweite Platz in Luzern und ein dritter Platz in Posen. Bei den Olympischen Spielen in Peking konnte sich der polnische Vierer letztlich deutlich von den anderen Booten absetzen und gewann mit über zwei Sekunden Vorsprung vor den Booten aus Italien und Frankreich.
Nach dem Sieg bei den Ruder-Weltmeisterschaften 2009 und bei den Ruder-Europameisterschaften 2010 legte Korol eine Pause ein, kehrte aber 2012 in den Doppelvierer zurück.
Am 15. Juni 2015 teilte die polnische Ministerpräsidentin Ewa Kopacz mit, dass Korol als neuer Sport- und Tourismusminister berufen wird. Er wurde am 16. Juni 2015 vereidigt. Mit dem Regierungswechsel nach den Parlamentswahlen am 25. Oktober 2015 endete auch seine Amtszeit als Minister.